# Nesiotoniscus racovitzai
Nesiotoniscus racovitzai is een pissebed uit de familie Trichoniscidae. De wetenschappelijke naam van de soort is voor het eerst geldig gepubliceerd in 1955 door Vandel.